# Tom Remlov
Tom Remlov (Oslo, Noruega; 21 de julio de 1949) es un productor de cine y director de teatro noruego. Entre 2015 y 2020 fue director de teatro en el Riksteatret. Remlov comenzó como director ejecutivo en la Ópera y Ballet Nacional de Noruega el 1 de agosto de 2008, con la tarea de establecer la empresa en el nuevo edificio de la ópera. En junio de 2020 fue nombrado presidente de Talent Norge.

## Carrera
Nacido en la ciudad de Oslo, Tom Remlov es uno de los fundadores del Norsk Forsøksgymnas, donde obtuvo su diploma de secundaria en 1968. Está formado como director de teatro y dramaturgo en Noruega e Inglaterra, y trabajó como escritor, actor y profesor universitario en Londres desde 1971 hasta 1978. Fue director de teatro en la Den Nationale Scene en Bergen desde 1986 hasta 1996, donde, como parte de un enfoque en la nueva dramaturgia noruega, lanzó al ahora mundialmente famoso Jon Fosse. De 1996 a 2001 fue director de la compañía cinematográfica nacional Norsk Film AS, y de 2001 a 2008 fue profesor asociado y jefe de formación de productores en la Escuela de Cine de Noruega.
Remlov ha estado activo durante toda su vida profesional como conferenciante, líder de cursos, ensayista, autor de artículos y organizador, incluyendo su rol como presidente de la fundación estatal Office for Contemporary Art Norway (OCA, 2001-2009) y en el Filmfondet FUZZ AS (2006-). Ha traducido y/o sido responsable del texto de unas 30 producciones teatrales y unas 10 películas, es copropietario de la compañía cinematográfica USF International AS, y ha producido/coproducido una veintena de películas, entre ellas Insomnia (versión original), Aberdeen, Heftig og begeistret (por la cual recibió el premio Amanda como "Película del año 2001"), Det største i verden y Musikk for bryllup og begravelser. Está casado con Herborg Bryn, exjefa de P2 y directora de comunicaciones en la Oficina Central de Estadísticas de Noruega (SSB). Es hermano del actor Kai Remlov. En 2015 fue nombrado caballero de 1.ª clase de la Orden de San Olaf por su contribución a la vida cultural noruega.

## Filmografía

### Productor
- Play (2003) (productor)
- Musikk for bryllup og begravelser (2002) (productor)
- Det største i verden (2001) (productor)
- Lime (2001) (productor)
- Heftig og begeistret (2001) (productor)
- Aberdeen (2000) (productor)
- Ballen i øyet (2000) (productor)
- Når mørket er forbi (2000) (coproductor)
- Tsatsiki (1999) (coproductor)
- Tørst - Framtidens forbrytelser (1999) (productor)
- Magnetisørens femte vinter (1999) (coproductor)
- 1732 Høtten (1998) (productor)
- Cellofan - med døden til følge (1998) (coproductor)
- Brent av frost (1997) (coproductor)
- Mendel (1997) (coproductor)
- Insomnia (1997) (productor)
- Budbringeren (1997) (coproductor)
- 1996: Pust på meg! (1997) (productor)
- Maja Steinansikt (1996) (productor)

### Roles en películas
- Markus og Diana (1996) … Taxista
- Drømspel (1994) … Hombre x
- Avsporing (1993) … El hombre
- Papirfuglen (1985) … Colega abogado
- Musikanter (1967) … Estudiante de órgano
- Et øye på hver finger (1961) … Dag Allnes
- Bussen (1961) … Knut